# Gastrocopta servilis
Gastrocopta servilis är en snäckart som först beskrevs av Gould 1843.  Gastrocopta servilis ingår i släktet Gastrocopta och familjen puppsnäckor. Inga underarter finns listade i Catalogue of Life.